# Ларс Монтін
Ларс Монтін (швед. Lars Jonasson Montin; 6 вересня 1723 — 2 січня 1785) — шведський натураліст. 

## Біографія
Ларс Монтін народився в селі Лундбю (зараз в межах Гетеборга) на острові Гісінген 6 вересня 1723 року.
Навчався в Гетеборзі, у 1743 році вступив до Лундського університету, де почав вивчати гірничу промисловість. У 1745 році перейшов в Уппсальський університет, де під впливом Карла Ліннея почав вивчати ботаніку та медицину. У 1751 році захистив докторську дисертацію з ботаніки на тему Splachnum.
У 1756 році Монтінотримав посаду головного лікара міста Гальмстада. У 1782 році він став головою медичного департаменту Галланду.
Ларс Юнассон Монтін помер 2 січня 1785 року в Гальмстаді.
Основний гербарій рослин, зібраний Монтіном, зберігається у Шведському музеї природознавства у Стокгольмі.

## Роди, названі на честь Л. Монтіна
- Montinia Thunb., 1766

## Окремі наукові праці
- Montin, L.J. (1750). Dissertatio botanica sistens Splachnum. 15 p.